# Lee Shau Kee
Lee Shau Kee (Cinese: 李兆基, Pinyin: Lǐ Zhàojī) (Shunde, 20 febbraio 1928 – Hong Kong, 17 marzo 2025) è stato un imprenditore cinese.

## Biografia
Era un imprenditore di Hong Kong e il maggior azionista della Henderson Land Development, un conglomerato attivo nel settore dei beni immobili, alberghi, internet, gas. Grazie al suo fiuto per gli affari era soprannominato "il Buffett di Hong Kong".
Al 24 maggio 2022 era la seconda persona più ricca di Hong Kong e dell'intero sud-est asiatico (dietro il connazionale Li Ka Shing) con un patrimonio stimato da Forbes di 33,1 miliardi di dollari. 

## Vita privata
Fu sposato per diversi anni con Lau Wai-kuen; il matrimonio terminò col divorzio. Ebbe 5 figli.

## Cariche
- Fondatore, Presidente e direttore generale della Henderson Land Development
- Presidente della Hong Kong and China Gas Company Limited
- Presidente del Miramar Hotel
- Vicepresidente non esecutivo della Sun Hung Kai Properties Limited
- Membro del consiglio di amministrazione della Hong Kong Star Ferry Company Limited